# Cédric Avinel
Cédric Mickael Avinel (* 11. September 1986 in Paris) ist ein französischer ehemaliger Fußballspieler, der guadeloupischer Nationalspieler war.

## Karriere

### Verein
Avinel begann seine fußballerische Ausbildung bei der US Créteil, wo er bis Juli 2006 noch in der Jugend spielte. Anschließend erhielt er zur Saison 2006/07 seinen Profivertrag und debütierte Ende September, am zehnten Spieltag nach später Einwechslung bei einem 1:0-Sieg gegen den FC Istres in der Ligue 2. Im Januar 2007 wechselte er in die Premier League zum FC Watford. Dort gab er am vorletzten Spieltag, als der Abstieg des Vereins bereits feststand sein Debüt im englischen Fußball, wobei sein Team 2:0 gegen den FC Reading gewann. Mitte September 2007 wurde er für einen Monat an die Stafford Rangers verliehen, für die er achtmal auflief. Bis zu seinem Wechsel zum FC Gueugnon im Januar 2009 lief er nur noch zwei weitere Male im EFL Cup für Watford auf. Bei Gueugnon war er in der Saison 2009/10 in der National gesetzt und schoss ein Tore in seinen 30 Saisoneinsätzen. Nach der Saison verließ er den Verein jedoch schon wieder in Richtung der AS Cannes. In der gesamten Spielzeit lief er 24 Mal in der Liga auf und bestritt ein Pokalspiel.
Im Sommer 2011 wechselte Avinel zurück in den Profibereich, zu Clermont Foot in die Ligue 2. Dort schoss er am 29. Spieltag der Saison 2011/12 sein erstes Tor auf Profiebene, als sein neues Team 2:3 gegen den ES Troyes AC verlor. Die gesamte Spielzeit über spielte er 27 Ligaspiele und schoss dieses eine Tor. In der Folgesaison schoss er bereits zwei Tore in schon 34 Einsätzen für Clermont. Die Saison darauf beendete er mit 28 Spielen und einem Tor sowie zwei Ligapokalspielen. In der Saison 2014/15 stand er wettbewerbsübergreifend 36 Mal auf dem Platz und erzielte drei Treffer. In der Spielzeit 2015/16 wurde er, nachdem er in der letzten Saison bereits einige Spiele als Kapitän absolvierte, endgültig zum Mannschaftskapitän und trug in allen seinen 27 Ligaeinsätzen die Kapitänsbinde. Die Saison 2016/17 spielte er nur zur Hälfte als Kapitän, lief aber dennoch in 32 von 38 möglichen Partien auf.
Anschließend verließ er Clermont und wechselte zum Ligakonkurrenten AC Ajaccio. In seiner ersten Saison dort spielte er 37 von 38 Ligaspielen und traf dabei zweimal. Ajaccio schaffte es in die Aufstiegsrelegation zur Ligue 1, scheiterten jedoch am FC Toulouse. In der Saison darauf war er weiterhin Stammspieler und lief in 34 Partien auf, wobei er dreimal traf. In der verkürzten Saison 2019/20 spielte er alle 28 Ligaspiele und dazu noch jeweils eines in den Pokalwettbewerben. Die darauffolgende Spielzeit 2020/21 beendete er mit insgesamt 33 Spielen, wobei er ein paar Mal als Kapitän auflief. In der Saison 2021/22 spielte er 27 Ligaspiele und ein Pokalspiel. Zudem belegte sein Team den zweiten Tabellenplatz, wodurch es in die Ligue 1 aufstieg. Dort gab Avinel direkt am ersten Spieltag bei einer 1:2-Niederlage gegen Olympique Lyon sein Debüt über 90 Minuten. Zwei Monate später schoss er dann auch sein erstes Tor in der Ligue 1, als er bei einer 1:3-Niederlage gegen seinen Exverein Clermont Foot traf.

### Nationalmannschaft
Am 4. Dezember 2008 debütierte Avinel in der Fußballnationalmannschaft von Guadeloupe bei einer 1:2-Niederlage gegen Kuba im Caribbean Cup 2008. Bei diesem Turnier belegte er mit seiner Mannschaft den dritten Platz. Beim Gold Cup im Jahr darauf, spielte Avinel dreimal, bis seine Mannschaft im Viertelfinale ausschied. Anschließend kam er erst wieder 2014 zu Einsätzen für das Nationalteam und im Juni 2016 zu seinem bisher letzten Spiel.

## Erfolge
AC Ajaccio
- Zweiter der Ligue 2 und Aufstieg in die Ligue 1: 2022

Nationalmannschaft
- Dritter beim Caribbean Cup: 2008